# Henrika (prénom)
Henrika est un prénom féminin finnois, lituanien, slovène et suédois apparenté à Henri et pouvant désigner:

## Prénom
- Henrika Andersson (fi) (née en 1965), auteure et actrice finlandaise
- Henrika Faßbender (de) (morte en 1875), martyr chrétienne allemande
- Henrika Gustytė (en) (né en 1989), joueuse lituanienne de football
- Henrika Langus (fi) (1836-1876), peintre slovène
- Sofia Henrika Lax (sv) (née en 1971), artiste peintre finlandaise
- Henrika Juliana von Liewen (fi) (1709-1779), noble et dame de compagnie suédoise
- Henrika Marcinkevičienė-Koryznaitė (lt) (née en 1933), tisserande et artiste folklorique lituanienne
- Henrika Parviainen (fi) (née en 1997), athlète marcheuse finlandaise
- Henrika Ringbom (fi) (née en 1962), écrivaine et traductrice finno-suédoise
- Henrika Hokušaitė (lt) (1927-1989), actrice lituanienne
- Sofia Henrika Lundequist (sv) (1815-1896), poétesse suédoise
- Henrika Roman (fi) (1820-1846), peintre et illustatrice suédoise
- Henrika Šantel (1874-1940), peintre réaliste slovène
- Henrika Šečkuvienė-Gunevičiūtė (lt) (née en 1954), professeure et chef de chorale lituanienne
- Henrika Tandefelt (fi) (née en 1972), historienne finno-suédoise
- Henrika Tornberg (fi) (1847-1911), bibliothécaire et fonctionnaire suédoise
- Sofia Henrika Widmark (sv) (1848-1920), auteure suédoise